# Fender Telecaster Bass
Fender Telecaster Bass (ibland kallad endast Tele Bass) är en elbas som introducerades maj 1968 av Fender Musical Instruments Corporation.

## Historia
Första versionen av modellen tillverkades 1968-1971, och under 1971 gjordes några mindre förändringar på utseendet. Bland annat så bytte man ut single-coil pickupen mot en humbucker. Tillverkningen av modellen fortsatte ända till 1979, då tillverkningen lades ner. Under 2007 gjorde Fenders lågprismärke Squier en nyutgåva på modellen under namnet Squier Vintage Modified Precision Bass TB. Tillverkningen av denna fortsatte ända till 2014.
Modellen var ursprungligen släppt som originalversionen av Fender Precision Bass, men döptes om till "Telecaster" efter  elgitarren med samma namn. Dock så skiljer sig basens kropp från gitarren, då basens kropp har två cutaways och gitarren endast en.

## Kända användare
- Arthur Kane, ursprunglig basist i New York Dolls.
- Charlie Tumahai, från banden Be-Bop Deluxe och Herbs, spelade på en tidig modell (1968–1971) av Telecaster Bass.
- Paul McGuigan, ursprunglig basist i britpopbandet Oasis, spelade även han på en 1968–1971 modell.
- Dusty Hill, basist i ZZ Top.
- Doug Stegmeyer, basist med Billy Joel spelade på en blond 1968 Telecaster Bass.
- George Porter, Jr., basist i The Meters, spelade på en 68–71 Telecaster Bass under bandets tidiga år.
- Chris Squire, ursprunglig basist i Yes, spelade på en Telecaster Bass från 1968 (med en ytterligare single-coil pickup) på flera konserter under 1960- och 70-talet.
- Sting från bandet The Police använder en Telecaster Bass från 1970.

## Fortsatt läsning
- Peter Bertges. The Fender Reference. Bomots, Saarbrücken. 2007. ISBN 978-3-939316-38-1.